# Kap Savudrija

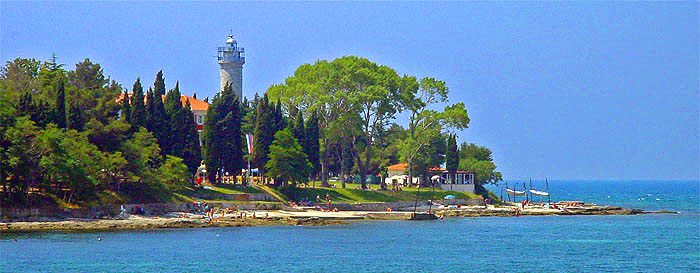
Die Küste an Kap Savudrija, im Hintergrund der Leuchtturm.

Kap Savudrija (kroatisch Rt Savudrija, italienisch Punta Salvore) ist eine Landspitze im Nordwesten der Halbinsel Istrien in Kroatien, unmittelbar nördlich des Ortes Savudrija. Das Kap markiert sowohl das westliche Ende der Bucht von Piran und dessen Übergang in den Golf von Triest als auch, gemeinsam mit dem gegenüber an der italienischen Küste liegenden Punta Tagliamento, deren Übergang in das Adriatische Meer. Der Küstenbereich des Kaps ist durch einen felsigen Strand geprägt und bietet zahlreiche Bademöglichkeiten. Etwas südlich des Kaps steht ein Leuchtturm. Er wurde 1818 fertiggestellt und ist der älteste noch aktive an der Adriaküste.
Im Rahmen der Beilegung der Streitigkeiten zwischen Kroatien und Slowenien um den Verlauf der Seegrenze zwischen beiden Staaten in der Bucht von Piran und dem davor liegenden Meeresbereich zog der angerufene Ständige Schiedshof (PCA) von Kap Savudrija aus die Basislinie nach Osten zum Kap Madona.
Koordinaten: 45° 30′ 19″ N, 13° 30′ 33″ O